# Saint-Martin-d’Hères
Saint-Martin-d’Hères település Franciaországban, Isère megyében. Lakosainak száma 38 022 fő (2022. január 1.). Saint-Martin-d’Hères Meylan, Eybens, Gières, Grenoble, Poisat és La Tronche községekkel határos.

## Népesség
A település népessége az elmúlt években az alábbi módon változott:
| Lakosok száma | 33 605 | 35 188 | 34 341 | 35 217 | 38 019 | 38 479 | 38 487 | 37 935 | 38 188 | 38 022 |
|               | 1968   | 1982   | 1990   | 2006   | 2013   | 2015   | 2017   | 2019   | 2020   | 2022   |